# Killers (film, 2014)
Pour plus de détails, voir Fiche technique et Distribution.
Killers (キラーズ, Kirazu) est un film d'action néo-noir horrifique indo-japonais réalisé par les Frères Mo, sorti en 2014.

## Synopsis
Tokyo. En apparence, Nomura Shuhei (Kazuki Kitamura) est un jeune cadre charismatique et apprécié. Mais, à l'abri des regards, il s'avère un tueur en série impitoyable qui documente ses crimes sordides sur Internet. Allant de plus en plus loin dans ses déviances, il va jusqu'à poster les vidéos des meurtres en ligne.
Jakarta. Bayu Aditya (Oka Antara), un journaliste ambitieux, est obnubilé par les affaires louches dans lesquelles baigne Dharma (Ray Sahetapy), un homme politique. Cette obsession finit par se répercuter sur sa vie privée : son épouse Dina (Luna Maya) le quitte et sa carrière s'effondre.
C'est alors que Bayu découvre l'un des enregistrements de Nomura et, bien loin d'être révulsé, se prend de fascination pour son modus operandi. Le journaliste devient à son tour un serial killer ; imitant son modèle, il poste une vidéo de son crime sur le web.
Lorsque les actes de Bayu défraient la chronique, Nomura commence à s'intéresser à ce mystérieux « rival » ! Désormais, la confrontation entre les deux psychopathes semble imminente et le bain de sang est inévitable...

## Fiche technique
- Titre : Killers
- Titre original : キラーズ (Kirazu?)
- Réalisation : les Frères Mo
- Scénario : Takuji Ushiyama et Timo Tjahjanto
- Musique : Fajar Yuskemal et Aria Prayogi
- Photographie : Gunnar Nimpuno
- Montage : Arifin Marhan Japri
- Maquillages et coiffures : Kumalasari Tanara
- Effets visuels : Andromedha Pradana
- Production : Yoshinori Chiba, Shinjiro Nishimura, Takuji Ushiyama, Kimo Stamboel et Timo Tjahjanto
- Sociétés de production : Nikkatsu, Guerilla Merah Films, Merantau Films, Million Pictures, DAMN! I Love Indonesia Movies
- Société de distribution : Wild Side Films (France)
- Pays :  Indonésie,  Japon
- Genre : film d'action, néo-noir, film d'horreur
- Durée : 137 minutes
- Dates de sortie : 
  -  Japon : 1er février 2014
  -  Indonésie : 6 février 2014
  -  France : 26 novembre 2014 en vidéo à la demande, DVD et Blu-ray[1]

## Distribution
- Kazuki Kitamura : Nomura Shuhei
- Oka Antara : Bayu Aditya
- Rin Takanashi : Hisae Kawahara
- Luna Maya : Dina Aditya, l'épouse de Bayu
- Ray Sahetapy : Dharma
- Ersya Aurelia : Elly Aditya
- Epy Kusnandar : Robert
- Mei Kurokawa : Midori
- Denden : Oyaji, le père de Jyukai
- Motoki Fukami : l'officier Muroi
- Tara Basro : Dewi

## Production
Killers est produit par la société indonésienne Guerilla Merah Films et la société japonaise Nikkatsu. Le long métrage marque ainsi la toute première coproduction indo-japonaise au cinéma. Le projet est également soutenu financièrement par Merantau Films, la société du réalisateur Gareth Evans. Derrière la caméra, on retrouve les réalisateurs indonésiens Timo Tjahjanto et Kimo Stamboel (sous leur nom de tandem les Frères Mo) ; le script est signé par le scénariste japonais Takuji Ushiyama, épaulé par Tjahjanto.
Selon le co-scénariste et co-réalisateur Tjahjanto, le concept du film est une idée de Ushiyama. Les prémices du projet lui sont venus alors qu'Ushimaya  venait de visionner le précédent projet des Frères Mo, Macabre : il a alors imaginé un slasher impliquant deux tueurs masqués de nationalités différentes, qui finissent par entrer en compétition via Internet.
Killers est présenté en avant-première au Festival du film de Sundance le 20 janvier 2014. Il figure dans la catégorie Park City Midnight dédiée au cinéma de genre.
Lors de sa projection dans les salles indonésiennes, le long métrage a été modifié : les scènes jugées trop violentes ou laissant apparaître de la nudité ont été édulcorées, voire supprimées, afin d'être conformes à la réglementation locale.

## Distinctions
| Année | Cérémonie                                       | Catégorie                                              | Nommé(e)s                                        | Résultat   |
| ----- | ----------------------------------------------- | ------------------------------------------------------ | ------------------------------------------------ | ---------- |
| 2014  | 34e Citra Awards                                | Meilleure bande originale                              | Fajar Yuskemal                                   | Lauréat    |
| 2014  | 34e Citra Awards                                | Meilleurs effets sonores                               | Fajar Yuskemal Aria Prayogi                      | Lauréat    |
| 2014  | 34e Citra Awards                                | Meilleurs effets visuels                               | Andromedha Pradana                               | Nomination |
| 2014  | 3e Maya Awards                                  | Meilleure photographie                                 | Gunnar Nimpuno                                   | Nomination |
| 2014  | 3e Maya Awards                                  | Meilleure bande originale                              | Fajar Yuskemal                                   | Nomination |
| 2014  | 3e Maya Awards                                  | Meilleurs effets sonores                               | Fajar Yuskemal Aria Prayogi                      | Lauréat    |
| 2014  | 3e Maya Awards                                  | Meilleurs maquillages et coiffures                     | Kumalasari Tanara                                | Lauréat    |
| 2015  | Golden Trailer Awards                           | Meilleure bande annonce pour un film d'action étranger | Red Circle Productions                           | Nomination |
| 2015  | Golden Trailer Awards                           | Meilleure bande annonce pour un thriller étranger      | Red Circle Productions Well Go USA Entertainment | Nomination |
| 2016  | Fantaspoa International Fantastic Film Festival | Mention honorable : meilleur bain de sang              | Les Frères Mo                                    | Lauréat    |